# Hadria convertibilis
Hadria convertibilis är en insektsart som beskrevs av Metcalf et Bruner 1936. Hadria convertibilis ingår i släktet Hadria och familjen dvärgstritar. Utöver nominatformen finns också underarten H. c. roigi.